# Antwon Burton
(en) Statistiques sur pro-football-reference
Antwon Burton (né le 11 juin 1983 à Buffalo) est un joueur américain de football américain.

## Enfance
Burton étudie à la Cleveland Hill High School de Cheektowaga où il fait partie des meilleurs joueurs de l'État. 

## Carrière

### Université
Il entre d'abord au Erie Community College d'Orchard Park avant d'être transféré à l'université de Temple après la saison 2002. Lors de sa première année à Temple, il joue onze matchs dont six comme titulaire avant de manquer toute la saison 2004 à cause d'une blessure au pied. Lors de sa dernière année, il joue onze matchs dont dix comme titulaire, faisant soixante-six tacles, cinq pour une perte, quatre fumbles récupérés, trois provoqués et trois passées déviées.

### Professionnel
Antwon Burton n'est sélectionné par aucune équipe lors du draft de la NFL de 2006. Le 3 mai 2006, il signe comme agent libre non drafté avec les Broncos de Denver. Il est cependant libéré après le camp d'entraînement de l'équipe et signe avec l'équipe d'entraînement des Broncos. Il ne joue qu'un seul match (son premier en professionnel) lors de la saison 2006. En 2007, il entre au cours de six matchs avant d'être libéré le 13 novembre 2007 et d'intégrer l'équipe d'entraînement le lendemain. 
Le 4 mai 2008, il signe avec les Bengals de Cincinnati après que son contrat à Denver est expiré. Il va signer avec trois équipes durant la saison 2008, Cincinnati, les Chiefs de Kansas City et les Rams de Saint-Louis mais à chaque reprise, il n'arrive à se faire une place au sein du roster (effectif) et est libéré sans avoir joué le moindre match. 
Le 22 septembre 2009, il signe avec les Panthers de la Caroline après le forfait jusqu'à la fin de saison de Ma'ake Kemoeatu et Louis Leonard. Il joue deux matchs avec cette équipe avant d'être remercié, le 20 octobre, après la venue de Tank Tyler.
Il se détourne de la NFL et tente d'intégrer les Tuskers de Floride, jouant en United Football League. Néanmoins, il n'y reste pas longtemps et joue ensuite pour les Mountain Lions de Sacramento. La saison suivante, il signe avec les Destroyers de Virginie et remporte le Championnat UFL.

## Palmarès
- Équipe de la Northeast Conference 2002